# Bitka za letališče Antonov
Bitka za letališče Antonov, znana tudi kot bitka za letališče Gostomel, je bil vojaški spopad na letališču Antonov v Gostomelu v Kijevski oblasti med kijevsko ofenzivo v času ruske invazije na Ukrajino leta 2022.
24. februarja 2022, nekaj ur po tem, ko je ruski predsednik Vladimir Putin napovedal začetek »posebne vojaške operacije« v Ukrajini, so ruske zračnodesantne enote (VDV) izvedle zračni napad na letališče Antonov z namenom njegovega zavzetja. Letališče je imelo strateško vrednost, saj se je nahajalo manj kot 10 km od glavnega mesta Kijev, kar bi ruskim enotam omogočilo, da po zraku prepeljejo več vojakov in težjo opremo ter tako neposredno ogrozijo mesto. Vendar je ukrajinska vojska odgovorila s protinapadom, s katerim je obkolila nepodprte ruske sile in odbila začetni napad. Napad se je nadaljeval naslednji dan z novim zračnim napadom VDV in kopenskim napadom oklepnih okrepitev z beloruske meje, ki so prebile ukrajinsko obrambo. Letališče so nato zavzele ruske sile. Kljub temu je nepričakovan ukrajinski odpor preprečil načrte o hitri kapitulaciji Kijeva, letališče pa je bilo preveč poškodovano, da bi ga lahko uporabljali kot funkcionalno vzletno-pristajalno stezo.
Največje letalo na svetu Antonov An-225 Mrija je bilo med bitko uničeno v svojem hangarju.

## Ozadje
Letališče Antonov ali letališče Gostomel je veliko mednarodno tovorno letališče v mestu Gostomel na obrobju ukrajinske prestolnice Kijev. Letališče je bilo v lasti in upravljanju državnega podjetja Antonov, ukrajinskega državnega podjetja za letalstvo in zračno obrambo. Letališče je bilo dom največjega letala na svetu Antonov An-225 Mrija, uporabljalo pa se je tudi kot vzletišče ukrajinskih letalskih sil.
Ker se Gostomel nahaja tik ob Kijevu, približno 10 km, in omogoča hiter dostop do glavnega mesta, je bil strateško pomemben. V času pred rusko invazijo na Ukrajino leta 2022 je ameriška Centralna obveščevalna agencija (CIA) pridobila podrobne informacije o ruskih načrtih za napad. Direktor Cie William J. Burns je januarja 2022 odpotoval v Ukrajino in ukrajinsko vodstvo obvestil, da namerava Rusija zavzeti letališče Antonov za zračni most, kar bi ruskim silam omogočilo hiter prehod v Kijev in »oblaviti vlado«. Analitiki so menili, da so ruski predsednik Vladimir Putin in preostalo rusko vodstvo domnevali, da bi tako hitra operacija Ukrajino spravila v kaos, kar bi povzročilo zlom ukrajinske vojske in Rusiji omogočilo vzpostavitev marionetne vlade. Analitik Madison Policy Foruma John Spencer je trdil, da bi to Rusiji zagotovilo vojaško zmago, čeprav bi verjetno povzročilo množičen ukrajinski upor. Vendar je opozorilo Cie pomagalo ukrajinski vojski, da se je pripravila na morebitni napad na letališče Antonov.

## Bitka

### 24. februar 2022
Ruski predsednik Putin je 24. februarja 2022 okoli 5:30 po lokalnem času napovedal »posebno vojaško operacijo« za »demilitarizacijo in denacifikacijo« Ukrajine. Okoli 8:00 je na letališče Antonov v Gostomelu, predmestju Kijeva priletela formacija 20 do 34 ruskih helikopterjev, da bi vzpostavila zračni most, po katerem bi se vojaki in oprema lahko zbrali manj kot 10 km od Kijeva. Helikoptersko formacijo so sestavljali helikopterji Mi-8, na katerih je bilo od sto do več sto ruskih vojakov, spremljali pa so jih jurišni helikopterji Ka-52. Padalci so bili verjetno sestavljeni iz 11. gardne zračne jurišne brigade in/ali 31. gardne zračne jurišne brigade. Zračni napad so na video posnetke posneli tako civilisti kot vojaki. Ruski helikopterji so se nizko leteči približali od reke Dneper in bili takoj napadeni z ukrajinskim strelnim orožjem in MANPADSI. Ruski helikopterji so se odzvali z izstrelitvijo svetlobnih raket. Več helikopterjev Mi-8 je bilo zadetih in padlo v vodo. Vsaj en Ka-52 je bil sestreljen; njegova pilota sta se katapultirala. Helikopterji so se na zračni pristanek pripravili tako, da so z raketami napadli letališče; čeprav je raketno obstreljevanje uspešno zavarovalo pristanek, ni uspelo bistveno oslabiti ukrajinske obrambe okoli letališča.
Ko so se izkrcali, so ruske letalske enote začele zavzemati letališče. Ruske sile so sprva zavarovale letališče in pregnale manjše število pripadnikov nacionalne garde, ki so bili nameščeni na letališču. Ta uspeh je bil posledica tega, da je ukrajinsko vojsko presenetila hitrost začetnega ruskega napada, kljub pripravam, ki jih je izvedla po opozorilu Cie. Nato so se padalci začeli pripravljati na prihod 18 strateških letal Iljušin Il-76, ki naj bi iz Rusije pripeljala sveže vojake. Vendar so padalce kmalu obkolili lokalni oboroženi civilisti in 3. polk za posebne namene. V »kritičnem trenutku« bitke je 4. brigada za hitro posredovanje Nacionalne garde ob podpori ukrajinskih zračnih sil izvedla obsežen protinapad. Ker ruske sile niso imele oklepnih vozil, so bile odvisne od letalske podpore, da bi preprečile ukrajinsko napredovanje. Dva ruska Su-25 sta napadla ukrajinske položaje. Ukrajinska vojaška letala, ki so preživela prve ruske raketne napade, so sodelovala pri zagotavljanju zračne podpore enotam nacionalne garde; med njimi sta bili vsaj dve letali Su-24 in en MiG-29. Ukrajinci so na letališče hitro poslali več vojakov, da bi podprli protinapad. Te okrepitve so vključevale gruzijsko legijo in enoto ukrajinskih zračnih jurišnih sil. Ruski Iljušini Il-76 zaradi potekajoče bitke niso mogli pristati, zato so se bili verjetno prisiljeni vrniti v Rusijo.
Ukrajinske vojaške enote so do večera obkolile letališče in potisnile ruske sile nazaj, preostale ruske zračnodesantne enote pa so se morale umakniti v gozdove zunaj letališča. Poveljnik gruzijske legije Mamuka Mamulašvili je pozneje trdil, da je njegovim možem v bitki zmanjkalo streliva, zato je z avtomobilom povozil umikajoče se ruske padalce. Kasneje je 4. brigada za hitro posredovanje na svoji strani na Facebooku objavila sliko svojih vojakov, ki proslavljajo zmago, v rokah pa držijo ukrajinsko zastavo z luknjami od krogel.
Na letališču je bilo v začetni fazi bitke največje letalo na svetu Antonov An-225 Mrija. Pilot letala Antonov je sprva potrdil, da je bilo kljub spopadom nepoškodovano. Vendar je 27. februarja Ukroboronprom v sporočilu za javnost trdil, da je bila Mrija uničena med ruskim letalskim napadom. 4. marca je ruski državni televizijski kanal Channel One Russia predvajal posnetke, na katerih je bilo videti, da je bila Mrija uničena.

### 25. februar 2022
25. februarja 2022 so ruske mehanizirane kopenske sile, ki so napredovale iz Belorusije, skupaj z drugim zračnim napadom VDV prevzele nadzor nad letališčem, potem ko so v bitki pri Ivankivu delno prebile ukrajinsko obrambo. Nekatera oklepna vozila so pred prihodom v Gostomel naletela na zasedo, kar je okrepitve za nekaj časa ustavilo, vendar so kljub temu vstopile na letališče in pomagale pregnati ukrajinske branilce. Po podatkih ruskega obrambnega ministrstva je do zajetja prišlo po operaciji, v kateri je sodelovalo približno 200 helikopterjev. Navedlo je številko približno 200 ukrajinskih žrtev, brez žrtev na ruski strani. Novinar Timur Olevski, ki je bil priča bitki, je to trditev skeptično zavrnil. Kljub temu so se ruske kopenske sile utrdile v Gostomelu in začele postavljati kontrolne točke v mestu. Ugibali so, da so ukrajinski branilci morda sabotirali vzletno-pristajalno stezo pred napredujočimi ruskimi kopenskimi silami.
Ukrajinsko ministrstvo za notranje zadeve je sprva zanikalo, da so ruske sile v celoti zavzele letališče, in zatrdilo, da je letališče »prehajalo iz rok v roke« in da boj še poteka. Ministrstvo za notranje zadeve je tudi vztrajalo, da je ruska trditev o množičnih ukrajinskih žrtvah »popolna laž«, medtem ko je ukrajinsko obrambno ministrstvo izjavilo, da je letališče preveč poškodovano, da bi ga lahko uporabljala ruska vojska. Ukrajina je pozneje potrdila, da ruske sile nadzorujejo letališče.

## Analiza
Varnostni analitik Andrew McGregor je bitko za letališče Antonov opisal kot »rusko letalsko katastrofo«. Po njegovih besedah je bil cilj začetne ruske operacije zagotoviti hiter dostop invazijskih sil v Kijev, da bi se celotna vojna končala v dnevu ali dveh. Namesto tega ruska obveščevalna služba ni ocenila dejanske koncentracije ukrajinskih branilcev v okolici letališča in je domnevala le simbolično obrambo. Ker je bila začetna desantna enota premajhna, da bi zadržala kraj, ruska vojska pa ni mogla zagotoviti zračnega prevoza za okrepitve in preprečiti ukrajinskih protinapadov, je bila prva desantna enota uničena. McGregor je trdil, da je Rusija s tem, ko na začetku invazije ni zavzela letališča Antonov in drugega letališča v Vasilkovu, izgubila možnost hitrega zaključka spopada.
Raziskovalci Atlantskega sveta so tudi trdili, da je ukrajinska zmožnost dvodnevnega branjenja letališča »verjetno preprečilo hitro zavzetje« Kijeva s strani Rusije. Michael Shoebridge z avstralskega inštituta za strateško politiko je trdil, da je bil »namen hitrega udarca ohromiti osrednjo vlado in demoralizirati ukrajinske sile«, vendar ta operacija ni uspela. Strokovni direktor Kraljevega inštituta za združene službe Jonathan Eyal je začetni ruski neuspeh pri zavzetju letališča označil za »prelomnico« v vojni. Novinar Patrick J. McDonnell je izjavil, da je »Rusija s prehitrim napadom na letališče izgubila bitko za Kijev«. Raziskovalca Stijn Mitzer in Joost Oliemans trdita, da operacija ni bila neuspešna le zaradi začetne ukrajinske obrambe na letališču, temveč tudi zato, ker se je rusko napredovanje ustavilo v poznejši bitki za Gostomel. Zaradi tega je veliko ruskih vojakov in opreme čakalo na letališču Antonov, ki je bilo pod stalnim ukrajinskim obstreljevanjem. Mitzer in Oliemans sta izrazila prepričanje, da so bitke za letališče in mesto Gostomel »zlomile hrbet ruskemu napadu na Kijev«. Raziskovalec Severin Pleyer je menil, da je bitka na letališču Antonov pokazala splošne napake ruske vojske med invazijo, vključno s težavami z glavnimi oborožitvenimi sistemi, pomanjkljivo logistiko, usklajevanjem in načrtovanjem, pa tudi pomanjkanjem vodstva in usposabljanja. Po njegovih besedah so boji za letališče pokazali, da so ruske bataljonske taktične skupine neprimerne za vojskovanje, saj otežujejo usklajevanje in komunikacijo.
Tudi novinar Andreas Rüesch je trdil, da je bitka na letališču Antonov skupaj z drugimi bitkami med invazijo ovrgla mit o izjemnih zmogljivostih in skorajšnji nepremagljivosti ruskih zračnodesantnih sil, ki ga je ruska propaganda na veliko spodbujala. Pleyer je bitko opisal kot najhujši poraz ruskih zračnodesantnih sil v novejši zgodovini.

## Posledice
Kljub izgubi letališča so ukrajinske sile nadaljevale spopad z ruskimi silami v Gostomelu. Očividci so posneli videoposnetke, na katerih naj bi v daljavi gorela kolona ruskih tankov, ukrajinski helikopterji Mi-24 pa so z raketami obstreljevali ruske položaje. Tiskovni predstavnik ruskega obrambnega ministrstva Igor Konašenkov je trdil, da so ukrajinske sile v Kijevu razporedile večcevne raketomete BM-21 Grad, da bi bombardirale ruske sile, ki zasedajo letališče. Olevskij je izjavil, da bi lahko bilo po njegovem mnenju žrtev med ruskimi in ukrajinskimi vojaki več sto.
26. februarja 2022 so ukrajinske sile trdile, da je ukrajinska enota skupine Alfa uničila kolono ruskih oklepnih vozil v bližini Gostomela. Sophia Fedina, poslanka Vrhovne rade, je trdila, da so ruski specialci zajeli nekaj pripadnikov ukrajinske nacionalne garde in nosili njihove uniforme. Ukrajinske državljane in borce je pozvala, naj govorijo samo v ukrajinščini, da bi pomagali prepoznati ruske saboterje.
Od 27. februarja 2022 je bilo letališče še vedno pod ruskim nadzorom, medtem ko so se spopadi začeli premikati proti mestoma Buča in Irpin na jugu, kjer naj bi ukrajinske sile ustavile rusko napredovanje in se med intenzivnimi boji spopadle z ruskimi silami v Gostomelu. Varnostna služba Ukrajine je 27. februarja objavila domnevno prestreženi pogovor ruskih sil v Gostomelu, v katerem so poročali o žrtvah in zahtevali evakuacijo. Istega dne so ukrajinske sile s topništvom bombardirale letališče in trdile, da so uničile rusko opremo, vozila in osebje. Naslednji dan je na letališče prispela ruska vojaška kolona, dolga 64 km, ki se je pripravljala na napad na Kijev.
28. marca 2022 na satelitskih posnetkih ni bilo videti ruskih sil na letališču. 29. marca je namestnik ruskega obrambnega ministra Aleksander Fomin napovedal umik ruskih sil z območja Kijeva, vključno z opustitvijo letališča Gostomel.
Do 2. aprila so ukrajinske sile ponovno prevzele nadzor nad letališčem po obsežnem ruskem umiku vzdolž kijevske osi. Ruska vojska je med hitrim umikom uničila veliko lastne opreme, medtem ko so Ukrajinci drugo opremo zajeli nepoškodovano. Poleg tega so pred umikom ukrajinski artilerijski napadi uničili tudi drugo rusko opremo. Rusija je izgubila najmanj sedem oklepnih bojnih vozil, 23 pehotnih bojnih vozil, tri oklepne transporterje, en protiletalski top, dva artilerijska topova, tri helikopterje ter 67 tovornjakov, vozil in džipov na letališču Antonov.